# Toile

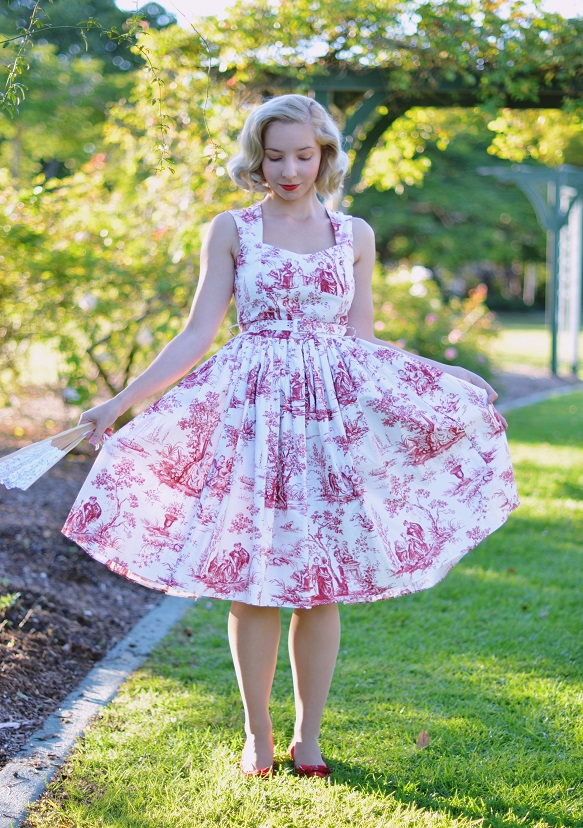
Kvinna iförd klänning i toile.

Med toile menas vanligen ett tunnare bomullstyg i tuskaft.
Toile kan också avse ett provplagg uppsytt i ett enklare tyg än det slutliga plagget. 

## Etymologi
Ordet kommer från franska toile ("tyg"), från fornfranska teile, från latinska tela, ("nät"), från för-indoeuropeiska *(s)teg ("att täcka").